# Stones at the Max
Rolling Stones: Live at the Max (anche conosciuto come Stones at the Max) è un film concerto del gruppo rock britannico The Rolling Stones relativo alla loro tournée,  Urban Jungle Tour in Europe, del 1990. È stato il primo film concerto filmato nel formato IMAX e fu diretto da Julien Temple.

## Produzione e re-edizioni
Il film è stato il primo film concerto filmato in formato IMAX e sono stati registrati cinque concerti in tre città diverse: Londra, Torino e Berlino da otto video camere IMAX ma diverse scene sono state filmate senza pubblico.
In post produzione, montare il lungometraggio su un tavolo di montaggio tradizionale si è rivelato impossibile, quindi, si è dovuto usare un EditDroid, uno dei primi sistemi di montaggio video digitale sviluppato e configurato dalla LucasFilm.
Il film ha avuto la sua premiere in America nel California Museum of Science and Industry il 25 Ottobre 1991, mentre, il 12 luglio 1992 è stato mostrato nel National Museum of Photography, Film and Television in Inghilterra con una distribuzione limitata, all'epoca in Inghilterra il formato IMAX fu disponibile solo nella suddetta sala cinematografica.
In America, la pellicola ha accumulato 3 milioni di dollari al botteghino.
Il 10 novembre 2009, venne fatta uscire una re-edizione del filmato in DVD e Blu-Ray.

## Tracce
Testi e musiche di Mick Jagger, Keith Richards.
1. Continental Drift – 0:26
2. Start Me Up – 3:54
3. Sad Sad Sad – 3:33
4. Tumbling Dice – 4:12
5. Ruby Tuesday – 3:33
6. Rock and a Hard Place – 4:52
7. Honky Tonk Women – 3:02
8. You Can't Always Get What You Want – 7:26
9. Happy – 3:05
10. Paint It Black – 4:02
11. 2000 Light Years from Home – 3:24
12. Sympathy for the Devil – 5:35
13. Street Fighting Man – 3:43
14. It's Only Rock 'n Roll (But I Like It) – 5:07
15. Brown Sugar – 4:06
16. (I Can't Get No) Satisfaction – 6:09

## Formazione
The Rolling Stones
- Mick Jagger – voce solista, chitarra
- Keith Richards – chitarra, voce
- Ronnie Wood – chitarra
- Charlie Watts – batteria
- Bill Wyman – basso

Musicisti aggiuntivi
- Matt Clifford – tastiera, cori, corno, percussioni
- Chuck Leavell – tastiera, cori, percussioni
- The Uptown Horns: Arno Hecht, Paul Litteral, Bob Funk, Crispen Cioe – Corno
- Bobby Keys – sax
- Bernard Fowler – cori, percussioni
- Sophia Jones – cori
- Lorelei McBroom – cori

## Certificazioni
Australia (2)
(vendite: 30 000+)